# Wereldkampioenschap cricket 1975
Het wereldkampioenschap cricket 1975 was het eerste wereldkampioenschap cricket. Het toernooi werd van 7 juni tot en met 21 juni in Engeland gespeeld, omdat daar als enige voldoende speelvelden ter beschikking stonden. Er deden acht landen mee aan het toernooi: de zes testlanden waarbij Zuid-Afrika was uitgesloten vanwege de boycot van de ICC en de toendertijd beste twee overige landen, Sri Lanka en Oost-Afrika. Het team Oost-Afrika bestond uit Kenia, Tanzania en Oeganda.
De beste twee teams uit elke groep gingen door naar de halve finale.
West-Indië won de eerste editie door in de finale Australië met 17 runs te verslaan.

## Eerste ronde

### Groep A
| Team          | Pnt | Wd | W | V | RR   |
| ------------- | --- | -- | - | - | ---- |
| Engeland      | 12  | 3  | 3 | 0 | 4.94 |
| Nieuw-Zeeland | 8   | 3  | 2 | 1 | 4.07 |
| India         | 4   | 3  | 1 | 2 | 3.24 |
| Oost-Afrika   | 0   | 3  | 0 | 3 | 1.90 |

| 7-06-1975  | Engeland 334/4 (60 ov.)      | India 132/3 (60 ov.)           | Engeland wint met 202 runs       | Lord's, Londen, Engeland           |
| 7-06-1975  | Nieuw-Zeeland 309/5 (60 ov.) | Oost-Afrika 128/8 (60 ov.)     | Nieuw-Zeeland wint met 181 runs  | Edgbaston, Birmingham, Engeland    |
| 11-06-1975 | Engeland 266/6 (60 ov.)      | Nieuw-Zeeland 186ao (60 ov.)   | Engeland wint met 80 runs        | Trent Bridge, Nottingham, Engeland |
| 11-06-1975 | Oost-Afrika 120ao (55.3 ov.) | India 123/0 (29.5 ov.)         | India wint met 10 wickets        | Headingley, Leeds, Engeland        |
| 14-06-1975 | Engeland 290/5 (60 ov.)      | Oost-Afrika 94ao (52.3 ov.)    | Engeland wint met 196 runs       | Edgbaston, Birmingham, Engeland    |
| 14-06-1975 | India 230ao (60 ov.)         | Nieuw-Zeeland 233/6 (58.5 ov.) | Nieuw-Zeeland wint met 4 wickets | Old Trafford, Manchester, Engeland |

### Groep B
| Team       | Pnt | Wd | W | V | RR   |
| ---------- | --- | -- | - | - | ---- |
| West-Indië | 12  | 3  | 3 | 0 | 4.35 |
| Australië  | 8   | 3  | 2 | 1 | 4.43 |
| Pakistan   | 4   | 3  | 1 | 2 | 4.45 |
| Sri Lanka  | 0   | 3  | 0 | 3 | 2.78 |

| 7-06-1975  | Australië 278/7 (60 ov.)   | Pakistan 205ao (53 ov.)     | Australië wint met 73 runs    | Headingley, Leeds, Engeland        |
| 7-06-1975  | Sri Lanka 86ao (37.2 ov.)  | West-Indië 87/1 (20.4 ov.)  | West-Indië wint met 9 wickets | Old Trafford, Manchester, Engeland |
| 11-06-1975 | Australië 328/5 (60 ov.)   | Sri Lanka 276/4 (60 ov.)    | Australië wint met 52 runs    | The Oval, Londen, Engeland         |
| 11-06-1975 | Pakistan 266/7 (60 ov.)    | West-Indië 267/9 (59.4 ov.) | West-Indië wint met 1 wicket  | Edgbaston, Birmingham, Engeland    |
| 14-06-1975 | Australië 192ao (53.4 ov.) | West-Indië 195/3 (46 ov.)   | West-Indië wint met 7 wickets | The Oval, Londen, Engeland         |
| 14-06-1975 | Pakistan 330/6 (60 ov.)    | Sri Lanka 138ao (50.1 ov.)  | Pakistan wint met 192 runs    | Trent Bridge, Nottingham, Engeland |

## Halve finale
| 18-06-1975 | Engeland 93ao (36.2 ov.)       | Australië 94/6 (28.4 ov.)   | Australië wint met 4 wickets  | Headingley, Leeds, Engeland |
| 18-06-1975 | Nieuw-Zeeland 158ao (52.2 ov.) | West-Indië 159/5 (40.1 ov.) | West-Indië wint met 5 wickets | The Oval, Londen, Engeland  |

## Finale
| 18-06-1975 | West-Indië 291/8 (60 ov.) | Australië 274ao (58.4 ov.) | West-Indië wint met 17 runs | Lord's, Londen, Engeland |

Regulier wereldkampioenschap (One Day International)
Wereldkampioenschap Twenty20

Wereldkampioenschap testcricket